# Micado danse Ensemble
Micado danse Ensemble var et moderne dansk dansekompagni i perioden 1989 til 1999.
Ensemblet blev oprettet af koreograferne Mikala Bjarnov Lage og Charlotte Rindom, som i hele perioden fungerede som ensemblets kunstneriske ledelse. Formålet med ensemblet var at samle de bedste kræfter fra koreografernes egne kompagnier, Bjarnov's Dance Company og Ballet Plus, men at ensemblets dansere til stadighed skulle samle inspiration og nye idéer også udenfor ensemblets rammer.
Ensemblets forestillinger blev opført på blandt andet Bellevue Teatret, Det Ny Teater, Kanonhallen samt på det moderne dansemiljøs egen scene fra 1991, Dansescenen i København. En række af produktionerne opførtes desuden i Århus, enkelte steder i provinsen og i udlandet.
Blandt ensemblets produktioner kan nævnes "Micado" (Københavneren, 1989), "Skakmat" (Bellevue Teatret, 1989), "Nattegn" (Det Ny Teater, 1990), hotel-trilogien bestående af "Det Hvide Hotel" (Kanonhallen, 1992), "Hotel Inferno" (Dansescenen, 1994) og "Grand Hotel" (Dansescenen, 1997), "Klodeskyer" (Dansescenen, (1994), "Rygter" (Dansescenen, 1995) og "Pitch" (Dansescenen, 1998).
Udover den kunstneriske ledelse har ensemblet givet plads til blandt andre koreograferne Carina Raffel, Kenneth Kreutzmann, Tim Rushton, Tim Feldman og Camilla Stage.
Godt femogtredive dansere har arbejdet i ensemblet i løbet af perioden, heriblandt Dorte Persson, Lene Buchardt, Sofie Christiansen, Kara Goloux, Hanne Jacobsen, Tanja Johansson, Susanne Judsom, Dorte Kreutzfeldt, Carina Raffel, Malene Schjønning, Thomas Bendixen, Lars Bjørn, Allan Clausen, Morten Innstrand, Kenneth Kreutzmann, Mads Mikkelsen, Jean Hugues Miredin, Emma Swärdh, Tanja Büchert, Lars Ottosen og Søren Sundby.
Ensemblet var i perioden 1990 til 1998 støttet af Teaterrådet.